# Vendetta (film fra 1995)
Vendetta er en svensk actionfilm fra 1995 instrueret af Mikael Håfström med Stefan Sauk i hovedrollen som efterretningsofficeren Carl Hamilton. Filmen havde premiere i Sverige den 10. februar 1995.

## Handling
I Rom bliver to forretningsmænd kidnappet af mafiaen og overflyttet til Sicilien. Carl Hamilton sendes dertil på direkte ordre fra den svenske regering. Hans opgave er at forhandle om mændenes løsladelse, men da Hamiltons partner og bedste ven bliver myrdet bliver han trukket ind i en bitter og brutal vendetta mellem sig selv og mafialederen Don Tommaso.

## Medvirkende (i udvalg)
- Stefan Sauk som Carl Hamilton
- Marika Lagercrantz som Eva-Britt Hamilton
- Erland Josephson som D.G.
- Roland Hedlund som Samuel Ulfsson
- Margreth Weivers som Elisabeth Lundwall
- Stig Engström som Johan Carlemar
- Claes Ljungmark som Gustav Hansson
- Ralf Wolter som Don Giovanni
- Oliver Tobias som Da Piemonte
- Ennio Fantastichini som Don Tommaso
- Orso Maria Gurrrini som Guiseppe Cortini